# 深川雅文
深川 雅文（ふかがわ まさふみ、1958年 - ）は、日本のキュレーター。

## 経歴
佐賀県佐賀市に生まれる。1980年に九州大学文学部哲学科を卒業後、同大学大学院に進み、1986年3月に博士後期課程を修了した。
1988年から2017年まで川崎市市民ミュージアムに学芸員として在籍した。

## 展示企画
出典は美術評論家連盟。
- 「バウハウス　芸術教育の革命と実験」(1994、川崎市市民ミュージアム)
- 「現代写真の動向」(1995、2001、川崎市市民ミュージアム)
- 「遠・近　ベッヒャーの地平」（1996、川崎市市民ミュージアム）
- 「バウハウスの写真」(1997、川崎市市民ミュージアム)
- 「写真ゲーム」（2008、川崎市市民ミュージアム）
- 「Japanese Design Today 100」(2004、2014)
- 「WA 現代日本のデザインと調和の精神」(2008、川崎市市民ミュージアム)
- 「生きるアート 折元立身」（2016、川崎市市民ミュージアム）
- 「きたれ、バウハウス」(2019、2020、新潟市美術館、西宮市大谷記念美術館、高松市美術館、静岡県立美術館、東京ステーションギャラリー)

## 著作
- 『光のプロジェクト 写真、モダニズムを超えて』青弓社〈写真叢書〉、2007年
- 『生きるアート折元立身 生きとし生けるものとのコミュニケーションをアートにした男』美術出版社、2024年